# Pyramide inversée du Louvre
La Pyramide inversée du Louvre est une pyramide de verre et de métal, située dans le Carrousel du musée du Louvre à Paris.

## Historique
Inaugurée en 1989, la pyramide inversée de l'architecte sino-américain Ieoh Ming Pei pèse 180 tonnes et mesure 16 mètres de côté par 7 mètres de hauteur.
Elle est en contraste avec la grande pyramide, qui elle est bien visible et marque l'entrée du Louvre, tandis que la pyramide inversée n'est pas visible depuis l'extérieur si on reste au niveau du sol : en effet, elle est non seulement en dessous du niveau du sol mais le centre de la place du Carrousel où se trouve la pyramide inversée est inaccessible et il est fermé visuellement par des haies.
L'apex de la Pyramide inversée fait face par symétrie à une échelle réduite de cette dernière.

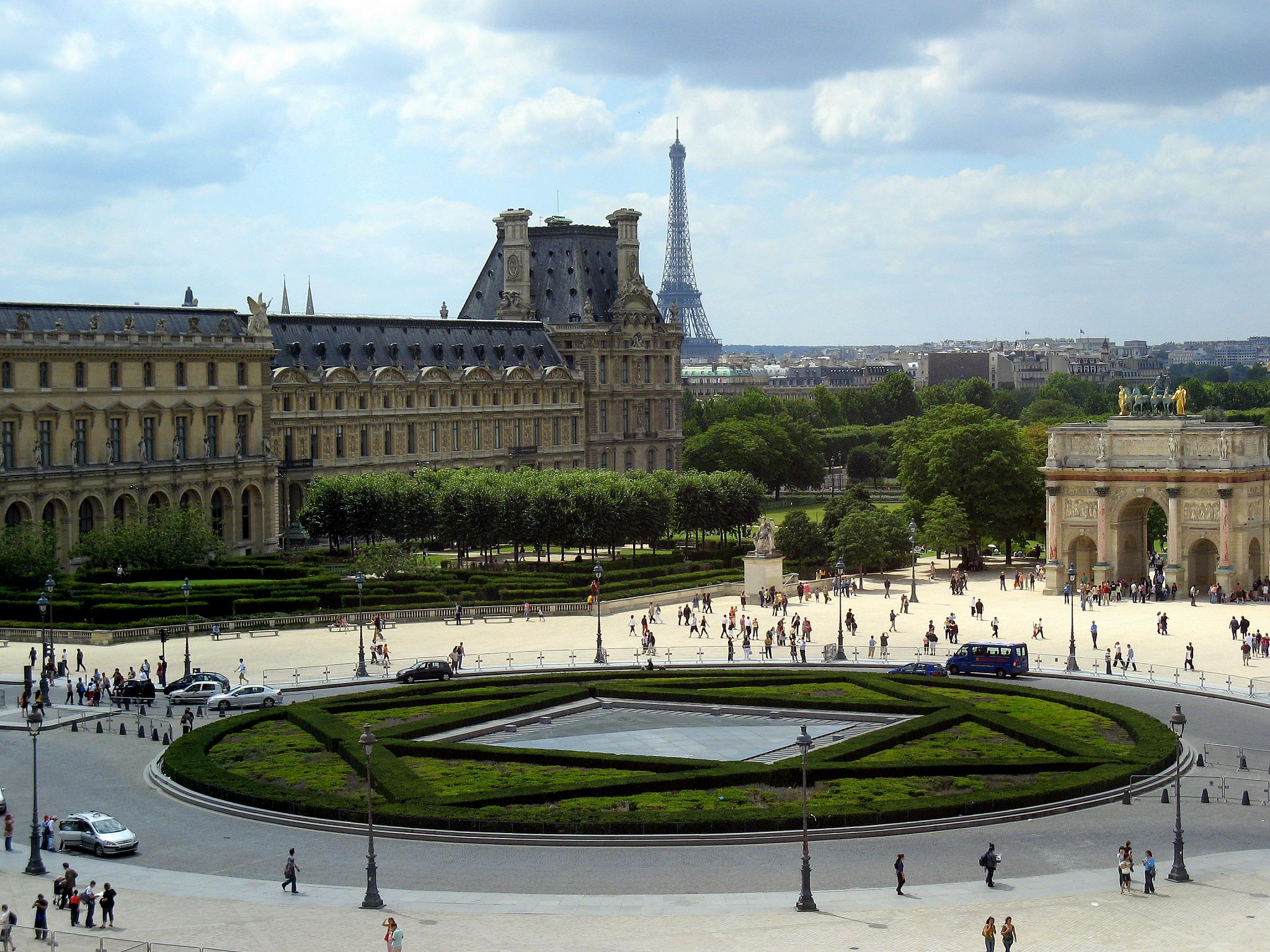
La base de la pyramide inversée du Louvre se trouve au centre de la photographie.

## Dans la culture
Cette pyramide figure à deux reprises, au début et à la fin, dans le film The Da Vinci Code et la tombe de Marie Madeleine est censée se trouver sous la reproduction en pierre à l'apex de la pyramide inversée.
Ce site est desservi par la station de métro Palais-Royal - Musée du Louvre.